# Juan Pablo Rodríguez Conde
Juan Pablo Rodríguez Conde (ur. 14 czerwca 1982 w Montevideo) – urugwajski piłkarz występujący na pozycji ofensywnego pomocnika, obecnie zawodnik argentyńskiej Gimnasii La Plata.

## Kariera klubowa
Rodríguez pochodzi ze stołecznego miasta Montevideo i jest wychowankiem tamtejszego klubu Racing Club de Montevideo, którego prezesem był w tamtym czasie jego ojciec, Raúl Rodríguez. Do seniorskiej drużyny został włączony jako dziewiętnastolatek i w urugwajskiej Primera División zadebiutował w 2001 roku. Premierowego gola w najwyższej klasie rozgrywkowej strzelił natomiast 10 sierpnia 2002 w przegranym 2:4 spotkaniu z Juventudem Las Piedras. Mimo udanych występów na koniec rozgrywek 2002 spadł ze swoją ekipą do drugiej ligi urugwajskiej. Sam pozostał jednak na pierwszym szczeblu, bezpośrednio po relegacji podpisując umowę z innym stołecznym zespołem, CA Cerro. Tam spędził bez większych sukcesów kolejne sześć miesięcy, po czym został zawodnikiem argentyńskiego Estudiantes La Plata, którego barwy również reprezentował przez pół roku, lecz pełnił wyłącznie rolę głębokiego rezerwowego i ani razu nie pojawił się na ligowych boiskach. W styczniu 2004 powrócił do ojczyzny, zasilając giganta urugwajskiego futbolu, Club Nacional de Football. Tam, także jako rezerwowy, w sezonie 2004 wywalczył tytuł wicemistrza kraju.
Wiosną 2005 Rodríguez przeszedł do kolejnego zespołu z Montevideo, Club Sportivo Cerrito. Po zaledwie kilkunastu tygodniach występów w tej ekipie był zmuszony opuścić ją z powodu problemów z kontraktem. Wskutek tego przez osiem miesięcy pozostawał bez klubu, po czym ponownie wyjechał za granicę, tym razem do Ekwadoru, gdzie został piłkarzem drugoligowej ekipy Manta FC. W połowie 2006 roku powrócił do swojego macierzystego Racing Club de Montevideo, występującego wówczas w drugiej lidze urugwajskiej. Dzięki swojej dobrej formie (w fazie Apertura 2007 został królem strzelców Segunda División z dwunastoma bramkami na koncie) szybko powrócił jednak do najwyższej klasy rozgrywkowej, w styczniu 2008 na zasadzie półrocznego wypożyczenia zasilając stołeczny Defensor Sporting. Na koniec sezonu 2007/2008 wraz z drużyną prowadzoną przez Jorge da Silvę zdobył pierwszy w swojej karierze tytuł mistrza Urugwaju, a bezpośrednio po tym powrócił do Racingu, który pod jego nieobecność zdołał awansować do pierwszej ligi urugwajskiej.
W styczniu 2009 Rodríguez przeniósł się do meksykańskiego Indios de Ciudad Juárez, w którego barwach zadebiutował w tamtejszej Primera División 16 stycznia 2009 w wygranym 2:1 meczu z Tecos UAG, szybko zostając podstawowym graczem ekipy. Pierwszą bramkę w lidze meksykańskiej strzelił za to 12 kwietnia tego samego roku w zremisowanej 3:3 konfrontacji z Américą. Po roku spędzonym w Indios został wypożyczony do zespołu San Luis FC z siedzibą w mieście San Luis Potosí, gdzie spędził sześć miesięcy, nie mając jednak pewnej pozycji w pierwszym składzie. W połowie 2010 roku na zasadzie wolnego transferu przeszedł do beniaminka ligi argentyńskiej, CA All Boys ze stołecznego Buenos Aires, gdzie od razu wywalczył sobie niepodważalne miejsce w wyjściowej jedenastce. W argentyńskiej Primera División zadebiutował 7 sierpnia 2010 w przegranym 0:1 pojedynku z Racing Club, zaś premierowe trafienie zanotował 16 października tego samego roku w wygranym 3:1 spotkaniu z Independiente.
Wiosną 2013 Rodríguez powrócił do Meksyku, udając się na wypożyczenie do klubu Pumas UNAM z siedzibą w stołecznym mieście Meksyk. Tam spędził pół roku, pełniąc wyłącznie funkcję rezerwowego, po czym podpisał kontrakt z argentyńską drużyną Gimnasia y Esgrima La Plata, będącą wówczas beniaminkiem najwyższej klasy rozgrywkowej.
| Sezon     | Klub                        | Kraj      | Rozgrywki        | Mecze | Bramki |
| --------- | --------------------------- | --------- | ---------------- | ----- | ------ |
| 2001      | Racing Club de Montevideo   | Urugwaj   | Primera División |       |        |
| 2002      | Racing Club de Montevideo   | Urugwaj   | Primera División |       |        |
| 2003      | Club Atlético Cerro         | Urugwaj   | Primera División |       |        |
| 2003/2004 | Estudiantes La Plata        | Argentyna | Primera División | 0     | 0      |
| 2004      | Club Nacional de Football   | Urugwaj   | Primera División | 5     | 1      |
| 2005      | Club Sportivo Cerrito       | Urugwaj   | Primera División | 6     | 0      |
| 2006      | Manta FC                    | Ekwador   | Serie B          |       |        |
| 2006/2007 | Racing Club de Montevideo   | Urugwaj   | Segunda División |       | 4      |
| 2007/2008 | Racing Club de Montevideo   | Urugwaj   | Segunda División |       | 12     |
| 2007/2008 | Defensor Sporting           | Urugwaj   | Primera División | 8     | 3      |
| 2008/2009 | Racing Club de Montevideo   | Urugwaj   | Primera División | 13    | 2      |
| 2008/2009 | Indios de Ciudad Juárez     | Meksyk    | Liga MX          | 19    | 2      |
| 2009/2010 | Indios de Ciudad Juárez     | Meksyk    | Liga MX          | 11    | 1      |
| 2009/2010 | San Luis FC                 | Meksyk    | Liga MX          | 13    | 0      |
| 2010/2011 | CA All Boys                 | Argentyna | Primera División | 32    | 3      |
| 2011/2012 | CA All Boys                 | Argentyna | Primera División | 33    | 3      |
| 2012/2013 | CA All Boys                 | Argentyna | Primera División | 17    | 2      |
| 2012/2013 | Pumas UNAM                  | Meksyk    | Liga MX          | 7     | 0      |
| 2013/2014 | Gimnasia y Esgrima La Plata | Argentyna | Primera División |       |        |